# Beverley
Beverley é uma cidade e paróquia civil do distrito de East Riding of Yorkshire, no Condado de East Riding of Yorkshire, na Inglaterra. Sua população é de 30.645 habitantes (2015). Beverley foi registrada no Domesday Book de 1086 como Beureli.